# موسیقی تصادفی

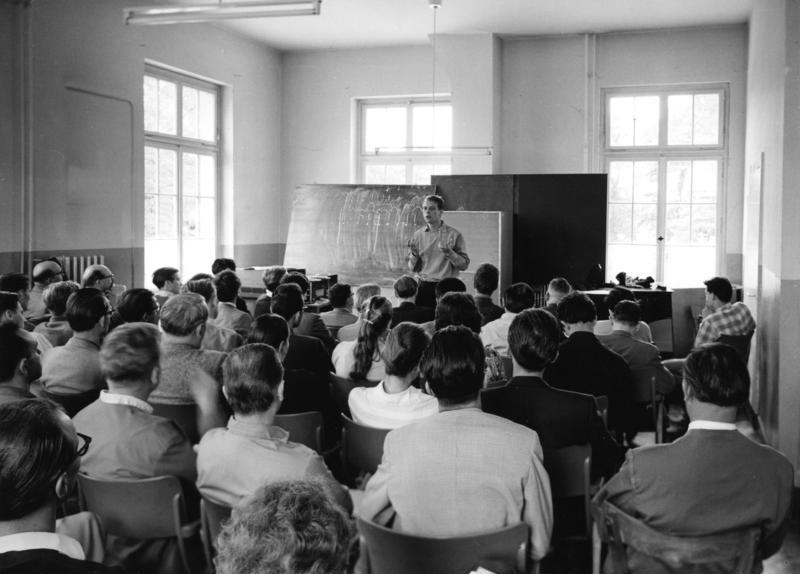
سخنرانی کارل هاینز اشتوکهاوزن در مورد موسیقی تصادفی، ۱۹۵۷

موسیقی تصادفی یا موسیقی شانسی (به انگلیسی: Aleatoric Music)، در واکنش به موسیقی سریالیسم و در تضاد با آن پدید آمد. در این سبک از موسیقی، آهنگساز با روشی‌هایی تصادفی به گزینش تُنها (اصوات) زیر و بم، ریتم‌ها و رنگ‌های صوتی می‌پردازد.
در این گونه آثار ممکن است از اجراکنندگان خواسته شود تا ترتیب و آرایش مواد موسیقایی یا حتی بخش عمده مواد موسیقایی را خود انتخاب کنند.
برای نمونه، ممکن است آهنگساز پاساژی کوتاه از اثر را به نگارش در آورد و از اجراکننده بخواهد آن را به ترتیب خود بنوازد یا امکان دارد با اشاره به گروهی از صداهای زیر و بم، اجراکننده را در ابداع الگوهای ریتمیک بر آن مبنا راهنمایی کند.

## پیشگامان موسیقی تصادفی
جان کیج، مشهورترین و تأثیرگذارترین خالق موسیقی تصادفی (شانسی)، دربارهٔ موسیقی‌اش چنین می‌گوید: «تلاش می‌کنم تا ابزارِ بیانیم در آهنگسازی را چنان تربیت دهم که هیچ تصوّری از آنچه ممکن است رخ دهد نداشته‌باشم... مقصود من، حذف مقصود است.»

از جمله آثار اینگونه موسیقی می‌توان به اثری با عنوان چشم‌انداز خیالی شماره ۴ از جان کیج، که برای دوازده دستگاه رادیو ساخته شده‌است، اشاره کرد. پارتیتور این اثر دارای راهنمایی‌های دقیقی برای اجراکنندگان (دو نفر برای هر رادیو) است تا رادیو را با چرخاندن موج‌یاب آن بر طول موج ایستگاه‌های مختلف و با شدت صدای گوناگون تنظیم کنند.
البته تمام این راهنمایی‌ها با روش‌های تصادفی برگزیده شده‌اند. در این راهنمایی‌های اجرایی، هیچ نشانی از توجه به طول موج ایستگاه محلی یا زمان اجرا دیده نمی‌شود.
در سال‌های میانیِ دههٔ ۱۹۵۰، آهنگسازانی همچون پیر بولز فرانسوی و کارل هاینز اشتوکهاوزن آلمانی، با سرمشق‌گرفتن از موسیقی کیج، به ارائهٔ عناصر تصادفی در آثار خود پرداختند.
این نوع موسیقی مدعی است که یک تُن (صدا) یا ترتیبی از صداها، ازنظر تأثیر، همان‌قدر بامعناست که هر صدا یا ترتیب دیگر.